# Ganimedes (satèl·lit)
Ganimedes (Júpiter III) és el més gros dels satèl·lits de Júpiter i de tot el sistema solar i l'únic satèl·lit conegut amb magnetosfera. És el setè satèl·lit de Júpiter quant a proximitat i el tercer dels satèl·lits galileans. Completa una òrbita de set dies aproximadament i participa en una ressonància orbital 1:2:4 amb els satèl·lits Europa i Io, respectivament. Té un diàmetre de 5.268 km, un 8% major que el del planeta Mercuri tot i tenir només un 45% de la seva massa. El seu diàmetre és un 2% major que el satèl·lit de Saturn Tità, el segon més gros del sistema solar. També té la major massa de tots els satèl·lits planetaris, amb 2,02 vegades la massa de la Lluna. A més, és el 9è objecte més gros del sistema solar i el més gros sense una atmosfera substancial.
Ganimedes està compost de roca de silicat i gel, aproximadament a parts iguals. És un cos plenament diferenciat, amb un nucli líquid ric en ferro i un oceà intern que podria contenir més aigua que tots els oceans de la Terra junts. La seva superfície consta de dos tipus principals de terreny: les regions fosques, saturades de cràters d'impacte i de més de quatre mil milions d'anys d'antiguitat, que cobreixen prop d'un terç del satèl·lit; i les regions més clares, alternades de crestes i valls i lleugerament menys antigues, que cobreixen la resta. El motiu de la geologia interrompuda del terreny clar no se sap amb certesa, però segurament es deu a activitat tectònica evocada per un escalfament de marea.
La magnetosfera de Ganimedes es va crear probablement a través de la convecció del seu nucli de ferro líquid. L'exigua magnetosfera del satèl·lit queda reduïda pel camp magnètic de Júpiter, molt més prominent, per la qual cosa només s'observa com a pertorbacions locals de les línies de camp. El satèl·lit té una atmosfera prima d'oxigen que inclou O, O₂ i possiblement O₃ (ozó). En molt menor grau, els àtoms d'hidrogen també són un component atmosfèric. No s'ha conclòs si el satèl·lit té una ionosfera associada a l'atmosfera.
El descobriment de Ganimedes s'acredita a Galileo Galilei, que va ser el primer a observar-lo el 7 de gener de 1610. L'astrònom Simon Marius aviat suggerí el seu nom, en honor de Ganimedes, el coper dels déus grecs i l'amant de Zeus. D'ençà de Pioneer 10, les sondes han pogut observar Ganimedes de prop. Les sondes del Voyager afinaren les mesures de la seva mida, mentre que el Galileo descobrí els seus oceà subterrani i camp magnètic. La pròxima missió planejada pel sistema jovià és el llançament del Jupiter Icy Moon Explorer (JUICE) de l'Agència Espacial Europea, previst pel 2022. Després de sobrevolar els tres satèl·lits galileans glaçats, la sonda entrarà en òrbita al voltant de Ganimedes.

## Nom
Galileu li va donar el nom de Júpiter III perquè era la tercera lluna a partir del planeta que podia observar-se amb el seu telescopi. Igual que els altres satèl·lits galileans, el seu nom actual va ser proposat per Simon Marius poc després del seu descobriment. El nom de Ganimedes prové d'un dels amants de Zeus en la mitologia grega, i només va ser popularitzat a partir de mitjan segle xx.

## Característiques físiques

### Grandaria
Amb un diàmetre d'uns 5.270 quilòmetres i una massa d'1,48×1020 tones, Ganimedes és la lluna més gran i massiva del Sistema Solar. És una mica més massiu que la segona lluna més massiva, el satèl·lit Tità de Saturn, i és més del doble que la Lluna de la Terra. És més gran que el planeta Mercuri, que té un diàmetre de 4.880 quilòmetres, però només és el 45% de la massa de Mercuri. Ganimedes és el novè objecte més gran del sistema solar, però el desè més massiu.

### Composició i superfície

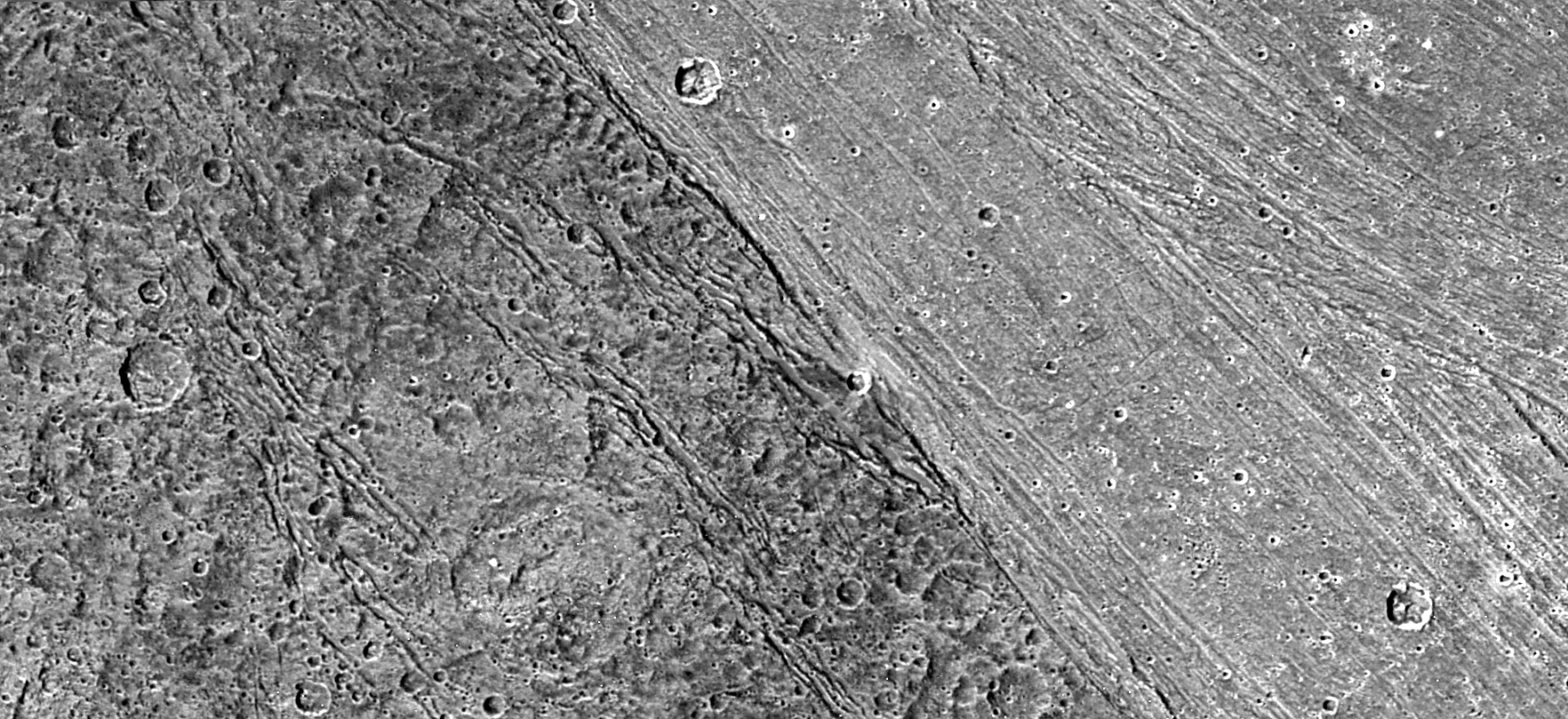
El límit clar entre la fosca Nicholson Regi i el lluminós Harpagia Sulcus.

Ganimedes està compost de silicats i gel, amb una escorça de gel que flota damunt d'un fangós mantell que pot contenir una capa d'aigua líquida. Les indicacions preliminars de la missió espacial Galileu suggereixen que Ganimedes té una estructura diferenciada en tres capes: un xicotet nucli de ferro fos o de ferro i sofre en el centre, rodejat per un mantell de silici rocós amb una crosta gelada en el més exterior. Aquest centre metàl·lic fa pensar en un major grau d'escalfament de Ganimedes del que s'havia proposat prèviament. De fet, Ganimedes pot ser semblant a Ió amb una capa exterior addicional de gel.

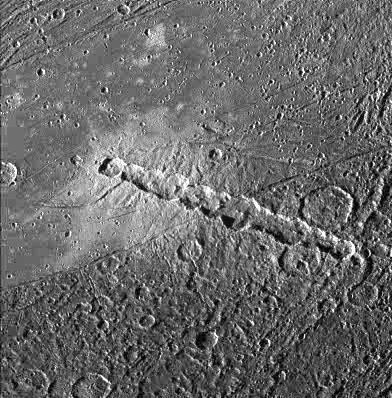
Una cadena de cràters, probablement causada per un esdeveniment semblant a l'impacte del cometa SL9.

La superfície de Ganimedes és una mescla aproximadament igual de dos tipus de terreny: un, molt vell i molt craterizat i l'altre, compost per regions fosques i una miqueta més jóvens (tot i que encara velles) marcades per una extensa sèrie de ranures i anells d'origen clarament tectònic.
Molts cràters d'impacte es troben en ambdós tipus de terreny. La densitat de craterizació indica una edat de 3 a 3,5 mil milions d'anys, semblant als de la Lluna. També hi ha cràters relativament jóvens que tenen rajos d'ejecció. Al contrari dels cràters lunars, els cràters de Ganimedes són prou plans, faltant les muntanyes de l'anell i les depressions centrals comunes als cràters en la Lluna i Mercuri. Açò és probablement a causa de la naturalesa relativament dèbil de la gelada crosta de Ganimedes que pot fluir durant molt de temps geològic i per això desapareixen.
L'escorça de Ganimedes pareix estar dividida en plaques tectòniques, com la Terra. Les plaques tectòniques, poden moure's independentment i actuar al llarg de zones de la fractura que produïxen les serralades. També s'han observat fluxos de lava. En aquest aspecte, Ganimedes pot ser més semblant a la Terra que qualsevol dels planetes: Venus o Mart (encara que no hi ha cap prova d'activitat tectònica recent). S'observen terrenys amb ranures i anells semblants als que es veuen en els satèl·lits Encèlad, Miranda i Ariel. Les regions fosques són semblants a la superfície de Cal·listo.
El tret geogràfic més gran de Ganimedes és una plana fosca anomenada Galileo Regi, així com una sèrie d'anells concèntrics que són romanents d'un cràter d'impacte antic encara que es troba molt esborrat per l'activitat geològica subsegüent.
El Telescopi Espacial Hubble ha trobat evidències d'oxigen en una tènue atmosfera a Ganimedes, molt semblant a la trobada a Europa. L'oxigen es produïx quan la radiació que banya el gel superficial de Ganimedes el descompon en hidrogen i oxigen i el primer es perd a l'espai per la seua baixa massa atòmica.

### Oceans subsuperficials

Proposta de diagrama de l'estructura interna del satèl·lit

A la dècada de 1970, científics de la NASA van sospitar per primera vegada que Ganímedes podia tenir un oceà espès entre dues capes de gel, una a la superfície i l'altra sota un oceà líquid i sobre el mantell rocós. A la dècada de 1990, la missió Galileo de la NASA va volar per Ganímedes i va trobar indicis d'un oceà al subsol. Una anàlisi publicada el 2014, tenint en compte la termodinàmica realista de l'aigua i els efectes de la sal, suggereix que Ganímedes podria tenir una pila de diverses capes oceàniques separades per diferents fases de gel, amb la capa líquida més baixa adjacent al mantell rocós. El contacte aigua-roca pot ser un factor important en l'origen de la vida. L'anàlisi també assenyala que les profunditats extremes implicades (~ 800 km fins al "fons marí") significa que les temperatures al fons d'un oceà convectiu (adiabàtic) poden ser fins a 40 K més altes que les de la interfície gel-aigua.
El març de 2015, els científics van informar que les mesures amb el telescopi espacial Hubble del moviment de les aurores van confirmar que Ganimedes té un oceà subsuperficial. Un gran oceà d'aigua salada afecta el camp magnètic de Ganimedes i, en conseqüència, la seva aurora. L'evidència suggereix que els oceans de Ganimedes podrien ser els més grans de tot el Sistema Solar.
Hi ha algunes especulacions sobre l'habitabilitat potencial de l'oceà de Ganimedes.

### La magnetosfera de Ganimedes
La missió espacial Galileo va descobrir que el satèl·lit té la seva pròpia magnetosfera, encastada dins del camp magnètic de Júpiter, que és molt més grossa. Ganimedes és l'única lluna coneguda que té magnetosfera. Probablement es generi d'un mode semblant a la de la Terra: és a dir com el resultat del moviment de material conductiu en el seu interior. Es creu que aquest material pot ser una capa d'aigua líquida amb una alta concentració de sal. Aquesta magnetosfera és massa feble com per atrapar plasma o per tenir una cua magnètica. En els sobrevols de la Galileu per sobre els pols de Ganimedes, els detectors de plasma mesuraren una quantitat important de protons, possiblement resultat de la fotodissociació de molècules d'aigua que sublimen de la superfície gelada de la lluna.

## Exploració

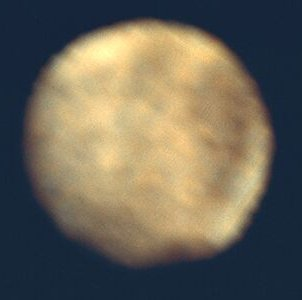
Ganimedes des de la Pioneer 10

La primera nau espacial que es va apropar a Ganimedes va ser la Pioneer 10, que va realitzar un sobrevol l'any 1973 mentre passava pel sistema de Júpiter a gran velocitat. El Pioneer 11 va fer un sobrevol similar el 1974. Les dades enviades per les dues naus espacials es van utilitzar per determinar les característiques físiques de la lluna i van proporcionar imatges de la superfície amb una resolució de fins a 400 km. L'aproximació més propera del Pioneer 10 va ser de 446.250 km, unes 85 vegades el diàmetre de Ganímedes.
La Voyager 1 i la Voyager 2 van estudiar Ganimedes quan van passar pel sistema de Júpiter l'any 1979. Les dades d'aquests sobrevols es van utilitzar per refinar la mida de Ganimedes, revelant que era més gran que la lluna de Saturn Tità, que abans es pensava que era més gran. Les imatges dels Voyagers van proporcionar les primeres vistes del terreny de la superfície acanalada de la lluna.
Els sobrevols de Pioneer i Voyager estaven tots a grans distàncies i velocitats elevades, ja que volaven en trajectòries lliures a través del sistema de Júpiter. L'any 1995, la sonda Galileo va entrar en òrbita al voltant de Júpiter i entre 1996 i 2000 va fer sis sobrevols propers de Ganimedes. Aquests sobrevols es van denominar G1, G2, G7, G8, G28 i G29. Durant el sobrevol més proper (G2), Galileo va passar a només 264 km de la superfície de Ganímedes (el cinc per cent del diàmetre de la Lluna), que segueix sent l'aproximació més propera de qualsevol nau espacial. Durant el sobrevol del G1 l'any 1996, els instruments de Galileo van detectar el camp magnètic de Ganímedes. Les dades dels sobrevols de Galileo es van utilitzar per descobrir l'oceà subsuperficial, que es va anunciar l'any 2001. Els espectres d'alta resolució espacial de Ganímedes pres per Galileu es van utilitzar per identificar diversos compostos no gelosos a la superfície.

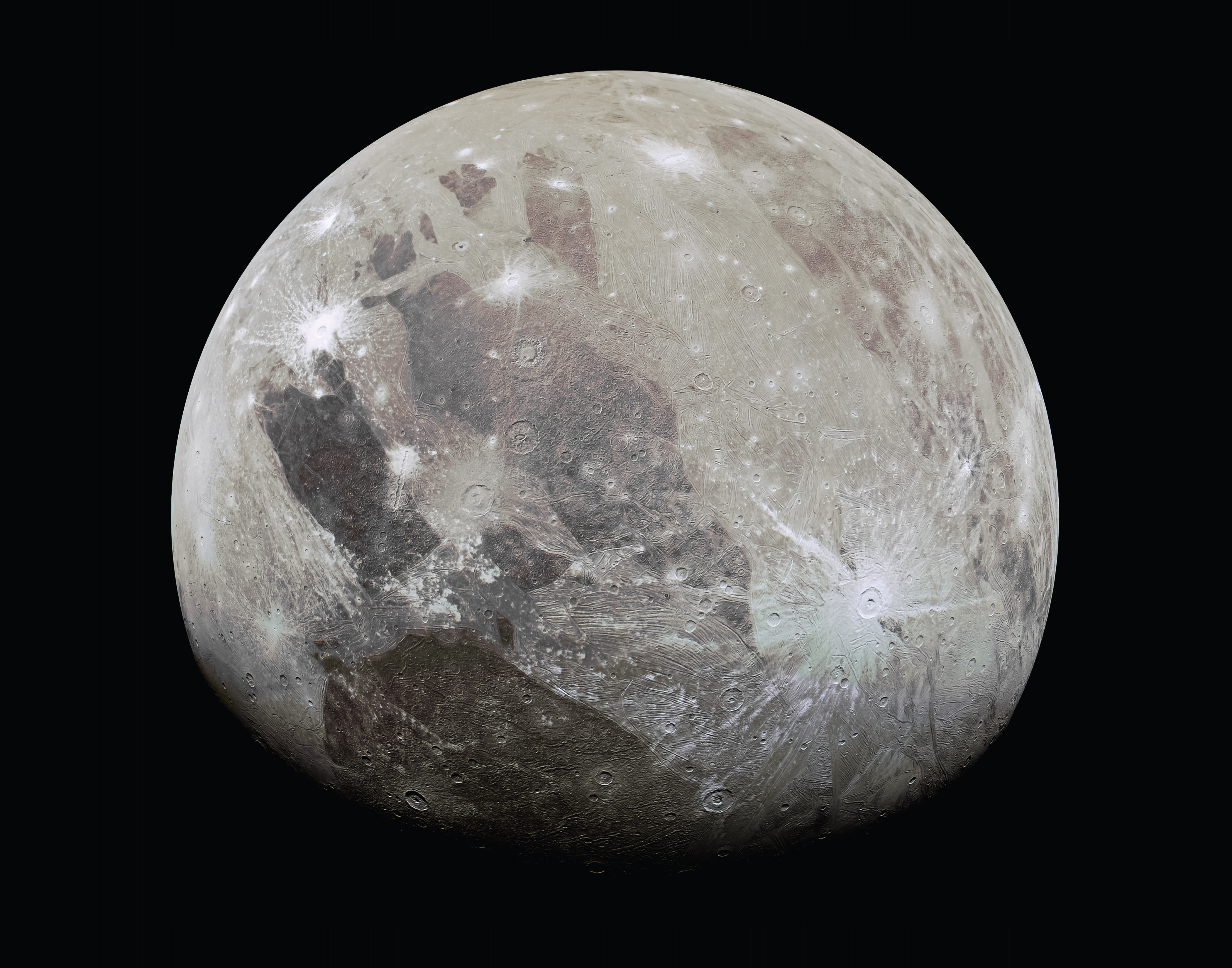
Ganimedes des de Juno el 2021

La nau espacial New Horizons també va observar Ganímedes, però des d'una distància molt més gran quan va passar pel sistema de Júpiter l'any 2007 (en ruta cap a Plutó). Les dades es van utilitzar per realitzar cartografia topogràfica i compositiva de Ganímedes.
Com Galileu, la nau espacial Juno va orbitar al voltant de Júpiter. El 25 de desembre de 2019, Juno va realitzar un sobrevol llunyà de Ganímedes durant la seva 24a òrbita de Júpiter, a una distància de 97.680 a 109.439 quilòmetres. Aquest sobrevol va proporcionar imatges de les regions polars de la Lluna. El juny de 2021, Juno va fer un segon sobrevol, a una distància més propera de 1.038 quilòmetres. Aquesta va ser dissenyada per proporcionar una ajuda de gravetat per reduir el període orbital de Juno de 53 dies a 43 dies. Es van recollir imatges addicionals de la superfície.